# Diarmaid Murtagh
Pour les articles homonymes, voir Murtagh.
Diarmaid Murtagh, né le 28 juillet 1982 à Kingscourt, dans le comté de Cavan, en Irlande, est un acteur irlandais.
Il est connu pour avoir joué dans Dracula Untold, Monuments Men et  Dangerous People (Good People), trois films sortis en 2014.

## Filmographie partielle

### Au cinéma
- 2009 : An Cosc : Seamus Crowley
- 2014 : The Monuments Men : le capitaine Harpen
- 2014 : Dangerous People (Good People) de Henrik Ruben Genz : Marshall
- 2014 : Dracula Untold : Dumitru
- 2017 : Braqueurs d'élite (Renegades) de Steven Quale : Kurt Duffy
- 2019 : Robert the Bruce de Richard Gray
- 2019 : The Protector[1] de Tosca Musk : Jake Sharp
- 2022 : Perdus dans l'Arctique (Against the Ice) de Peter Flinth
- 2022 : Uncharted de Ruben Fleischer

### À la télévision
- 2011 : Camelot : Brastias (série télévisée, 10 épisodes)
- 2013 : Vikings : Leif (série télévisée, 6 épisodes)
- 2014 : Quirke : McCoy (mini-série, 1 épisode)
- 2018 : Troie : La Chute d'une cité : Hermès
- 2023 : Outlander :William "Buck" McKenzie